# 9123 Yoshiko
A 9123 Yoshiko (ideiglenes jelöléssel 1998 FQ11) a Naprendszer kisbolygóövében található aszteroida. Tetsuo Kagawa fedezte fel 1998. március 24-én.